# Rileys Hill
Rileys Hill är en ort i Australien. Den ligger i kommunen Richmond Valley och delstaten New South Wales, i den sydöstra delen av landet, omkring 580 kilometer norr om delstatshuvudstaden Sydney. Orten hade 181 invånare år 2021.
Närmaste större samhälle är Evans Head, omkring 12 kilometer söder om Rileys Hill. 